# 張良弼 (弘治進士)
張良弼（1462年—？），字夢徵，山東濟南府歷城縣人，民籍，明朝政治人物。

## 生平
山東鄉試第二十一名舉人。弘治六年（1493年）中式癸丑科會試第二百七十七名，二甲第二十八名進士。授戶科給事中。

## 家族
曾祖張士謙；祖父張禮；父張進，灤州判官。母董氏。具庆下。弟良臣。